# Folketinget (tv-kanal)
Tv-kanalen FOLKETINGET er Folketingets tv-kanal, der transmitterer direkte fra Folketingssalen samt fra åbne samråd, høringer og temamøder i Folketingets udvalg samt fra store begivenheder i Folketinget. Desuden transmitteres udvalgte møder fra Europa-Parlamentet samt oplysningsprogrammer om Folketingets virke.
Kanalen udsendes på det danske digitale jordbaserede sendenet og digitalt via YouSees kabelnet. Kanalen kan desuden ses via Folketingets hjemmeside.
Kanalen gik i luften 1. november 2009, hvor det analoge sendenet blev slukket, og MUX 2 i det digitale sendenet blev indviet.

## Ekstern henvisning
- Folketinget - TV fra Folketinget Arkiveret 22. september 2020 hos  Wayback Machine